# جيرزو
جيرزو، (بالإنجليزية: Jerzu)‏، (سردينيا: Jèrsu)، هي بلدية في مقاطعة نورو في سردينيا، إيطاليا. اعتبارا من عام 2016، كان هناك 3,166 شخصًا يعيشون هناك. [2] مساحتها 102.61 كيلومتر مربع. 427 متر فوق مستوى سطح البحر.

## السكان
في سنة 1861 بلغ عدد السكان 2٬032 نسمة، وتطور العدد ليصل في سنة 2011 لـ 3٬228 نسمة.
يظهر هذا المخطط البياني تطور النمو السكاني لـ جيرزو